# East Highland Park
East Highland Park – jednostka osadnicza w Stanach Zjednoczonych, w stanie Wirginia, w hrabstwie Henrico.